# Хилков, Андрей Иванович
Князь Андрей Иванович Хилков — рында, стольник, воевода и окольничий во времена правления Михаила Фёдоровича и Алексея Михайловича.
Из княжеского рода Хилковы. Младший сын боярина и князя Ивана Васильевича Хилкова. Имел старшего брата, князя Василия Ивановича.

## Биография

### Служба Михаилу Фёдоровичу
Впервые упомянут в июне 1634 года стольником во время государева обеда в Столовой палате «смотрел в кривой стол». В 1636—1668 годах в Боярской книге записан стольником.

#### Служба Алексею Михайловичу
В августе 1645 года встречал на меньшей встрече польского посла, и в этом же месяце рында в чёрном платье при представлении Государю польского гонца в Золотой палате. В августе 1647 года вновь встречал польское посольство. В январе 1648 года на бракосочетании царя Алексея Михайловича с Марией Ильиничной Милославской нёс первым свечу царицы. В 1649—1650 годах неоднократно упоминается в чине стольника и рынды на государевых мероприятия. В сентябре 1650 года рында в белом платье при представлении Государю кизилбашского и английского послов и польского гонца в Золотой палате. В 1651 году трижды упомянут при встрече польских послов. В январе 1654 года встречал вторым на средней встрече грузинского царевича Николая Давыдовича. В этом же году упомянут в походе против Речи Посполитой. В 1655 году в Смоленске и в марте при походе войск из Москвы против польского короля воевода у Государева и у большого знамени соответственно. В декабре 1656 года встречал в «сенях» Грановитой палаты шведских послов. В мае 1657 года участвовал первым воеводой у знамени в Государевом полку в походе из Москвы в Смоленск, а в июне из Смоленска под Ригу против шведов. В январе 1658 года встречал венгерских посланников и дважды ездил по царскому указу со столом «потчивать» их на дому. В этом же году встречал кизилбашских послов в Грановитой палате, в марте послан в Белгород полковым воеводой, откуда отозван в Москву уже в мае, в сентябре встречал в сенях Грановитой палаты грузинского царя Теймураза и в декабре «подчивал» его за государевым столом в Золотой палате. В марте и апреле вновь обслуживал грузинского царевича Теймураза в Золотой палате. В мае 1660 года послан первым к грузинскому царевичу Николаю Давыдовичу с повелением приехать к Государю на отпуск его на Родину, а сам ехал верхом рядом с каретой царевича. В мае 1661 года встречал в сенях Грановитой палаты на первой меньшей встрече немецких послов. В 1662 году встречал: в феврале и марте — шведских послов, в апреле — немецких послов. В 1677 году показан в окольничих.

## Семья
От брака с неизвестной имел детей:
- Князь Хилков Фёдор Андреевич — в 1668—1692 годах стольник[1], в 1703 году показан первым стольником (не путать с окольничим Фёдором Андреевичем Хилковым и Фёдором Андреевичем Молодым).
- Князь Хилков Андрей Андреевич — в 1668—1686 годах стольник[1], в январе 1671 года на бракосочетании царя Алексея Михайловича с Натальей Кирилловной Нарышкиной нёс первым свечу царицы.
- Князь Иван Андреевич — в 1676 году показан стольником[1] (не путать с бояриным Иваном Андреевичем Хилковым).

## Критика
В Российской родословной книге П. В. Долгорукова имеется три представителя рода князей Хилковы: Андрей Иванович Большой (№ 28), Андрей Иванович Меньшой (№ 27) и просто Андрей Иванович (31), данные сведения относятся к последнему.